# Episodi di Rocco Schiavone (quarta stagione)
La quarta stagione della serie televisiva Rocco Schiavone è stata trasmessa su Rai 2 dal 17 al 24 marzo 2021.
| nº | Titolo               | Prima TV      |
| -- | -------------------- | ------------- |
| 1  | Rien ne va plus      | 17 marzo 2021 |
| 2  | Ah, l'amore, l'amore | 24 marzo 2021 |

## Rien ne va plus
- Diretto da: Simone Spada
- Scritto da: Antonio Manzini e Maurizio Careddu

### Trama
Rocco Schiavone viene raggiunto su una spiaggia dagli amici Brizio e Furio che gli comunicano che il cadavere di Luigi Baiocchi non è stato ritrovato durante gli scavi. Il vicequestore torna così ad Aosta per chiudere il caso Favre e, durante l'interrogatorio, tira uno schiaffo al croupier Arturo Michelini dopo essere stato provocato. Nel frattempo un furgone portavalori partito dal casinò municipale e diretto in banca sparisce nel nulla; a guidare il mezzo sono Ruggero Maquignaz, presunto complice dei rapinatori ucciso poco dopo con un colpo di pistola in testa e ritrovato successivamente sul greto del fiume, ed Enrico Manetti, ritrovato al freddo drogato e stordito. Schiavone e la sua squadra intuiscono che quella di Manetti è una messinscena e arrestano i suoi complici che sono Guido Roversi con la sua ditta di trasporti, l'amico della guardia Paolo Chatrian, Oriana Berardi come basista nel casinò di cui è direttrice oltre ad Arturo Michelini che si trova già in carcere; tuttavia durante il blitz Schiavone viene ferito. Intanto Caterina Rispoli si è rifatta viva e ha avvisato Rocco del fatto che Enzo Baiocchi è di nuovo scappato.
- Altri interpreti: Bebo Storti (Guido Roversi), Fabrizia Sacchi (Oriana Berardi), Lisa Galantini (Eugenia), Daniele Natali (Arturo Michelini), Giulio Mezza (Carlo), Olga Kent (Lada Chestokova), Luciano Giugliano (Enrico Manetti), Gianluca Guastella (Ruggero Maquignaz), Alessandro Pess (Paolo Chatrian), Clelia Piscitello (fioraia).
- Tratto dal romanzo Rien ne va plus edito da Sellerio nel 2019
- Ascolti Italia: telespettatori 2 703 000 – share 10.9% [2]

## Ah, l'amore, l'amore
- Diretto da: Simone Spada
- Scritto da: Antonio Manzini e Maurizio Careddu

### Trama
Schiavone è sopravvissuto alla sparatoria, pur dovendo subire l'asportazione di un rene, e durante la convalescenza in ospedale si occupa del caso dell'industriale Roberto Sirchia, morto in sala operatoria a seguito di un intervento, lo stesso al quale è stato sottoposto anche lui. Il vicequestore capisce subito che non si tratta di un errore di trasfusione e scopre che a orchestrare tutto per una questione di soldi sono stati un dottore, Gerardo, e la sua amante, Sonia Colombo.
Una sera sul letto della sua stanza di ospedale Rocco trova una lettera commovente del suo vecchio amico Sebastiano che è ancora alla ricerca di Enzo Baiocchi. Schiavone va su tutte le furie prendendosela con D'Intino quando viene a sapere da Michela Gambino che il proiettile che l'ha colpito è partito dall'arma del collega, e lo caccia dal commissariato. La notte di Capodanno tra Rocco e la giornalista Sandra Bucellato è un flop poiché, mentre fanno l'amore, al poliziotto saltano i punti e così deve tornare in ospedale.
- Altri interpreti: Diego Ribon (prof. Negri), Alessandro Riceci (Gerardo), Lisa Galantini (Eugenia), Giulio Mezza (Carlo), Massimo Cagnina (compagno di stanza di Schiavone), Paolo Spezzaferri (Primo Baringhi), Mauro Santopietro (infermiere), Luigi Di Fiore (Kevin), Lorenzo Pedrotti (Lorenzo Sirchia), Miro Landoni (Mario), Linda Gennari (Sonia Colombo), Marilù Pipitone (Serena), Valeria Zazzaretta (Lucrezia), Giulia Galassi (Giovanna), Paolo Mazzini (uomo poker).
- Tratto dal romanzo Ah l'amore l'amore edito da Sellerio nel 2020
- Ascolti Italia: telespettatori 2 570 000 – share 10.3% [3]